# النقل في إسرائيل

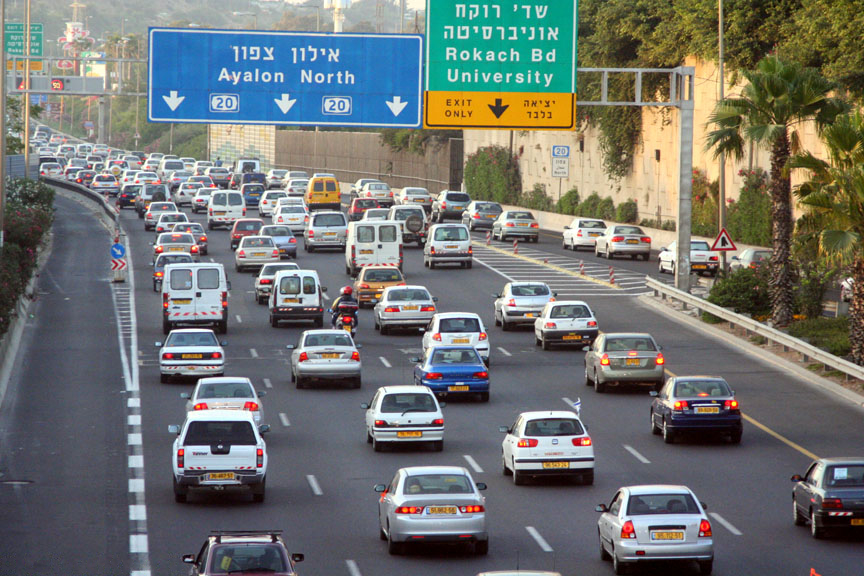
حركة المرور في تل أبيب.

يعتمدُ النقل في إسرائيل بشكلٍ أساسيٍ على السيارات الخاصة وخطوط الحافلات العامة، ومنذُ تسعينيات القرن الماضي أخذت خطوط السكك الحديدية تتطور بوتيرةٍ سريعة. تميز عقد 2010 بإنشاء قطار القدس الخفيف ونظام نقل الحافلات السريع في القدس وحيفا. أدى النمو السكاني والتغيرات الديموغرافية وكذلك المتطلبات العسكرية والسياحة وزيادة حركة المرور إلى تطوير وتحسين البنية التحتية للنقل في البلاد. تخضع جميع جوانب النقل لإشراف وزارة المواصلات والأمان على الطريق.

## الطرق
تمتد شبكة الطرق في جميع أنحاء إسرائيل بطول 18,096 كم (11,244 ميل) منها 449 كم (279 ميل) طرق سريعة. من أشهر الطرق في البلاد طريق رقم 6 الذي يُعرف أيضًا بطريق عابر إسرائيل، يمتد من شرق حيفا شمالًا إلى مشارف بئر السبع جنوبًا بطول 200 كم (120 ميل). وطريق رقم 1 الذي يمتد بين القدس وتل أبيب. وطريق رقم 2 الذي يمتد بين تل أبيب وحيفا.

## وسائل النقل العامة

### خدمة الحافلات

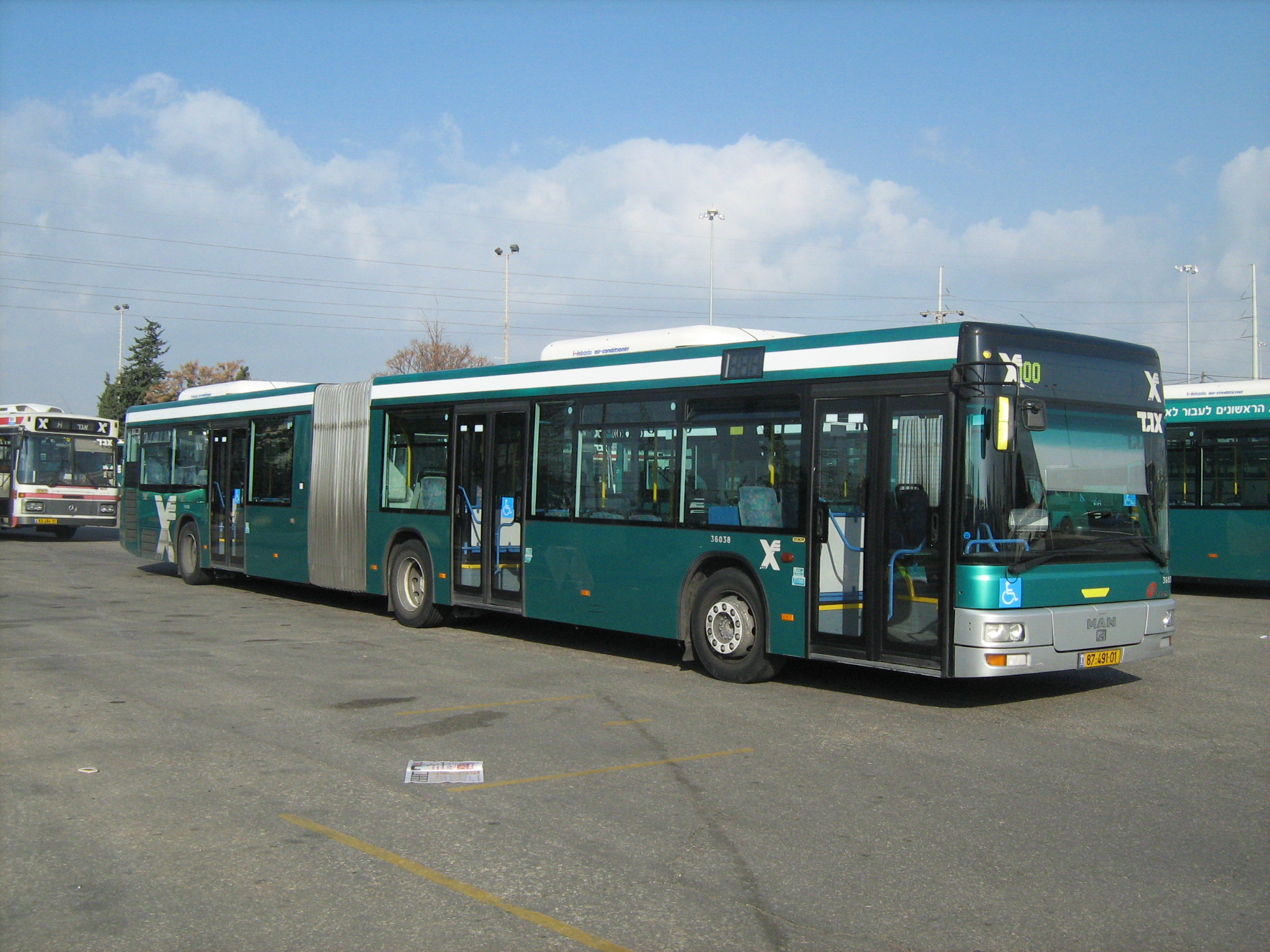
حافلة مفصلية من شركة إيغد.

تُعد الحافلات الشكل الرئيسي للنقل العام في البلاد. في عام 2017 وصل عدد رحلات حافلات الركاب إلى 740 مليون رحلة. في عام 2009 قامت 16 شركة نقل عام بتشغيل ما مجموعه 5,939 حافلة و8,470 سائق. تُعد إيجد أكبر شركة حافلات في إسرائيل، وتدير خطوطًا في جميع أنحاء البلاد. في بعض المناطق يتم تشغيل خطوط حافلات بواسطة شركات أصغر. تعد كل من شركتي دان التي تعمل في غوش دان وكافيم من شركات الحافلات الكبيرة في إسرائيل. تنتشر على امتداد معظم الطرق في إسرائيل محطات حافلات صغيرة، وفي كل مدينة كبيرة يوجد محطة حافلات مركزية. أكبر محطة للحافلات المركزية في البلاد هي محطة حافلات تل أبيب المركزية، والتي تعد أيضًا ثاني أكبر محطة للحافلات في العالم. في 5 أغسطس 2010، فتحت وزارة النقل موقعًا إلكترونيًا يحتوي على معلومات حول خطوط الحافلات العامة والقطارات في البلاد.

### خدمة الحافلة السريعة
يوجد في إسرائيل نظام نقل الحافلات السريع وهو نظام نقل سريع يحتوي على مسارات مخصصة فقط للحافلة في شوارع حيفا، ويسمى محليًا مترونيت، ويتكون من خمسة خطوط تربط حيفا بضواحيها. بالإضافة إلى ذلك هناك خطوط للحافلة السريعة في القدس حيث تأتي كخطوط مكملة للقطار الخفيف في القدس.

### خدمة الأجرة التشاركية

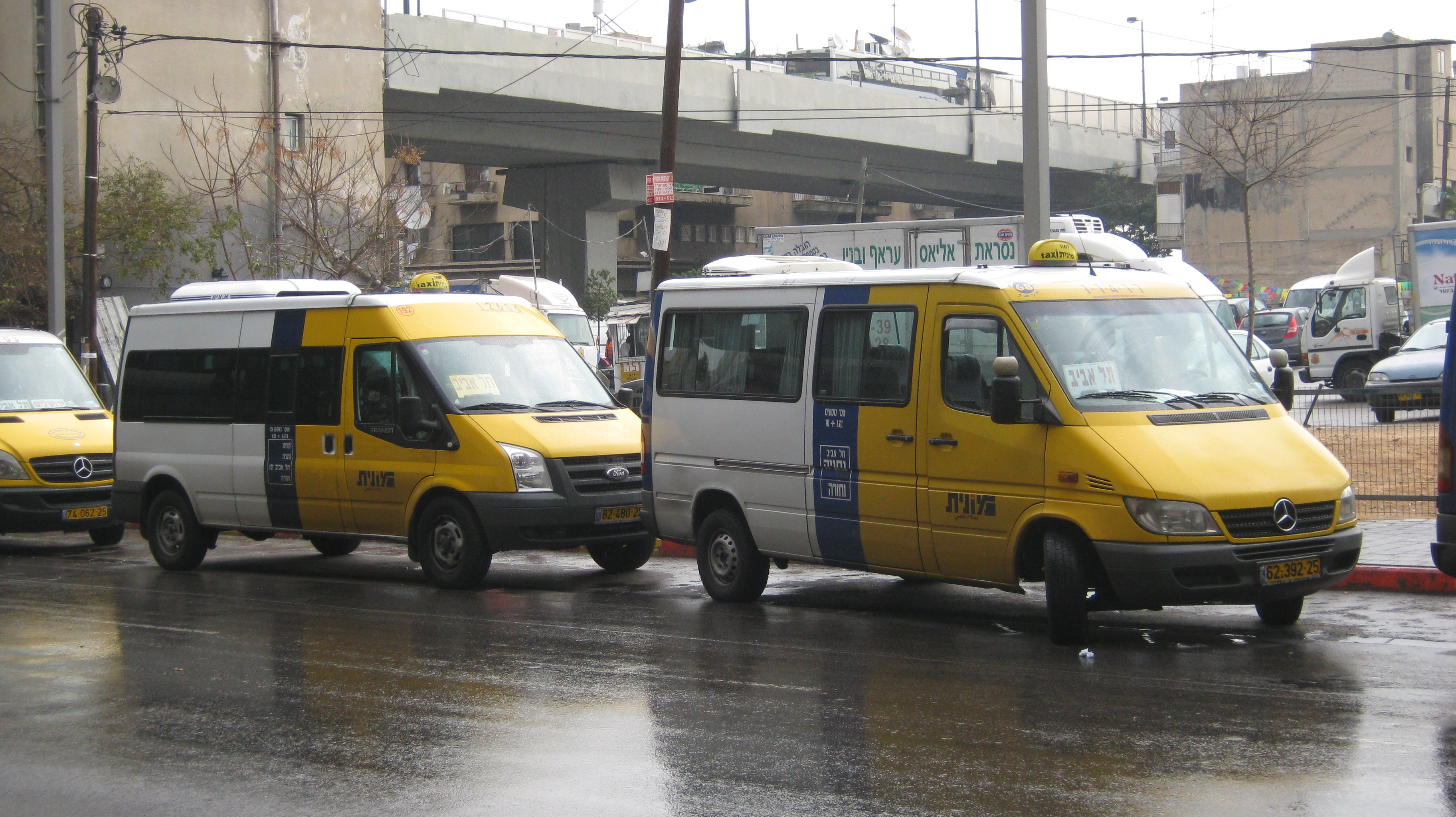
سيارات أجرة تشاركية أمام محطة الحافلات المركزية في تل أبيب.

هي سيارات أجرة من نوع ميني فان صفراء اللون تُسافر على طريق مُحددة مُسبقًا وعلى طولها تلتقط الركاب وتنزلهم. عادةً ما تتداخل مساراتها مع الحافلات العامة، كما تعمل أيضًا في ساعات الليل وعطلات نهاية الأسبوع والأعياد الإسرائيلية. لا يوجد جدول زمني لسيارات الأجرة التشاركية وكثيرًا من الأحيان يعمل السائق على ملئ السيارة بالركاب ثم ينطلق. قد تتوقف سيارات الأجرة التشاركية لالتقاط الركاب وإنزالهم حتى في الأماكن غير المخصصة لذلك. في عام 2015 نقلت سيارات الأجرة التشاركية 34.7 مليون مسافر، 15.2 مليون منهم تم نقلهم في طرق داخل المدن، والباقي في طرق الضواحي وبين المدن.

### خدمة الأجرة الخاصة
سيارات الأجرة وغالبًا ما تسمى سيارات الأجرة الخاصة ويُطلق عليها «سبيشل» من الإنجليزية "Special" بمعنى خاص، لتمييزها عن سيارات الأجرة التشاركية. بصرف النظر عن شركات سيارات الأجرة الفردية، فإن "Gett" هي الخدمة الرقمية الأساسية لاستدعاء سيارات الأجرة في إسرائيل. في عام 2017 تم إجراء ما يقرب من 90 مليون رحلة باستخدام سيارات الأجرة.

### القطارات
مجموع طول السكك الحديدية في إسرائيل هو 1,384 كم بقياس 1,435 ميليمتر (4 أقدام و 8 1⁄2 إنش). تم بناء العديد من خطوط السكك الحديدية في إسرائيل قبل تأسيس الدولة خلال العهد العثماني والحكم البريطاني. أول خط سكك حديدية في فلسطين كان خط سكك حديد يافا-القدس، تلاه خط سكك حديد مرج بن عامر، الذي شكل جزءًا من سكة حديد الحجاز. أدى اندلاع الحرب العالمية الأولى إلى إنشاء العديد من الخطوط الجديدة للاحتياجات العسكرية. ابتداءً من منتصف الستينيات، شهدت السكك الحديدية ركودًا في تطويرها وخصوصًا السكك الحديدية في مرج بن عامر والسكة الحديدية الشرقية التي تم التخلي عنها تمامًا. استؤنف التطوير في التسعينات، حيث تم افتتاح سكة حديد أيالون في تل أبيب عام 1993 في حقبة جديدة من تطوير السكك الحديدية. كما تم تمديد خطوط السكك الحديدية الساحلية مُباشرةً من تل أبيب إلى أشدود وإنشاء خط ينطلق من عسقلان إلى بئر السبع وآخر بين نتيفوت وأوفاكيم وتم إعادة بناء خط اللد-بئر السبع كاملًا، أدت كل هذه التحسينات وغيرها من تحسينات في البنية الأساسية إلى زيادة عدد المسافرين على متن خطوط السكك الحديدية الإسرائيلية بين عامي 1990 و2015 بمقدار 20 ضعفًا. في عام 2017 تم إجراء أكثر من 64 مليون رحلة ركاب.

## النقل الجوي

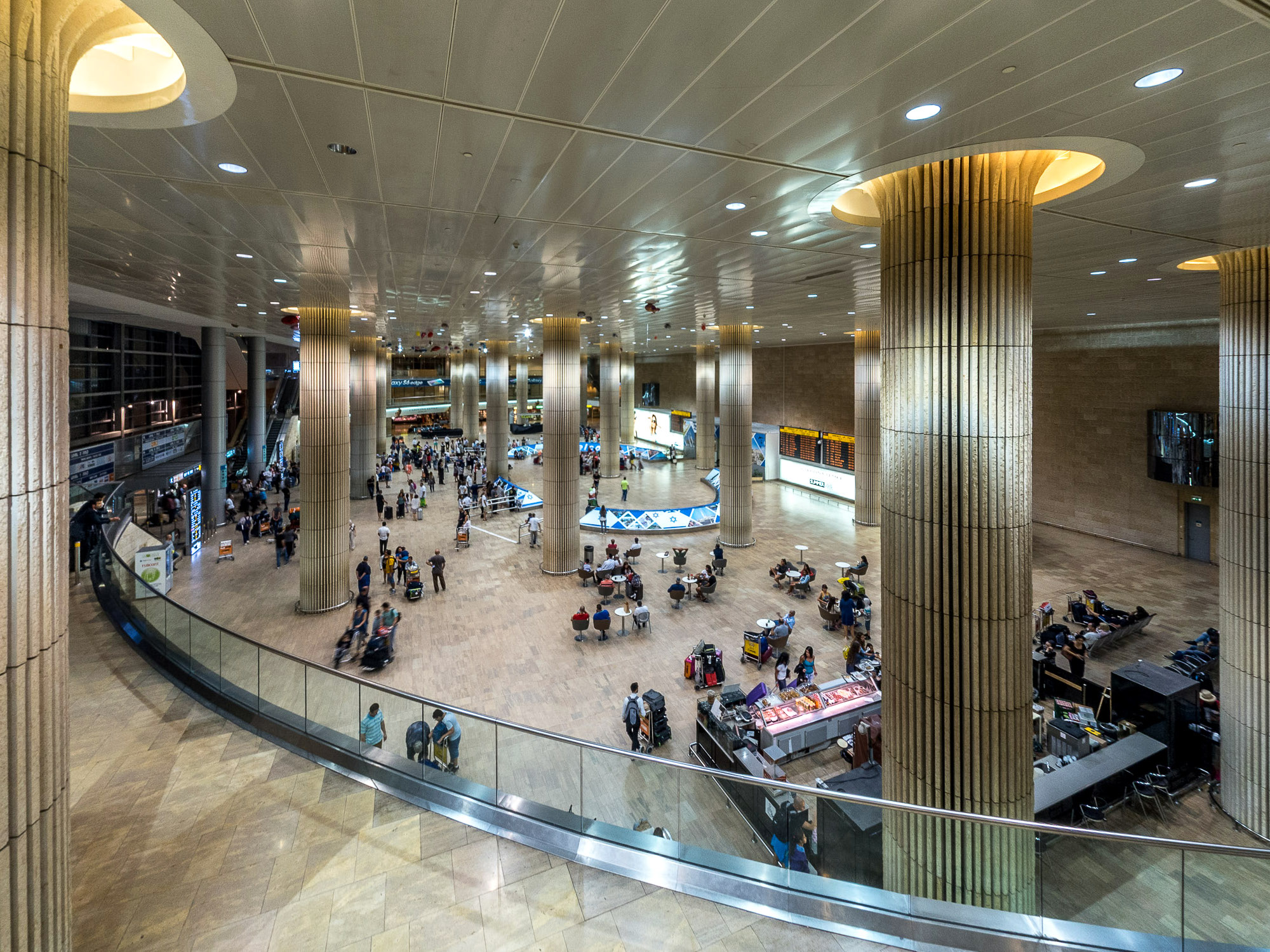
قاعة الاستقبال في مبنى مطار بن غوريون الدولي —ترمينال 3.

يوجد في إسرائيل العديد من المطارات من مدنية وعسكرية وزراعية. المطار الأكبر والأكثر شُهرة في البلاد هو مطار بن غوريون (TLV) الذي يقع بالقرب من تل أبيب، ويُستخدم لمُعظم الرحلات الدولية من وإلى إسرائيل. في عام 2017 تعامل مطار بن غوريون مع حوالي 21 مليون مسافر، وكان أكثر المطارات ازدحامًا في شرق البحر الأبيض المتوسط من حيث عدد المسافرين الدوليين الذين تمت خدمتهم. تنطلق الرحلات الجوية دون توقف من إسرائيل إلى أمريكا الشمالية وأوروبا وأفريقيا والشرق الأقصى والبلدان المجاورة في الشرق الأوسط. تتوفر خدمة النقل الجوي المحلي غير المجدول بين مطار بن غوريون وحيفا (HFA) وروش بينا (RPN) ورامون (ETM)؛ الذي تم بناؤه حديثًا على بعد 20 كم شمال إيلات ليحل محل مطار عوفدا (VDA) الذي تحول إلى مطار عسكري ومطار إيلات (ETH) الذي تم إغلاقه.
وفقًا لسلطة الطيران المدني في إسرائيل، اعتبارًا من عام 2012، يتكون أسطول الطائرات المدنية الإسرائيلية من 59 طائرة، منها 56 طائرة ركاب، و3 طائرات شحن. 48 طائرة منها من نوع بوينغ، واثنتين إيرباص، و8 تيربو بمحريكين من إنتاج إيه تي آر، وواحدة إمبراير.
|    | البلد            | عدد المسافرين | كبرى شركات الطيران |
| -- | ---------------- | ------------- | --- |
| 1  | تركيا            | 1.99 مليون    | أطلس جلوبال، بيغاسوس، الخطوط الجوية التركية |
| 2  | الولايات المتحدة | 1.54 مليون    | دلتا إيرلاينز، إل عال، يونايتد إيرلاينز |
| 3  | ألمانيا          | 1.42 مليون    | طيران برلين، أركياع، إيزي جيت، إل عال، جرمانيا، جيرمان وينغز، يسرائير، لوفتهانزا، رايان إير، صن دور، توي فلاي                                                                 |
| 4  | فرنسا            | 1.24 مليون    | إيغل أزور، الطيران الفرنسي، طيران ميديتيرانيه، أركياع، إيزي جيت، إل عال، يسرائير، صن دور، ترانسافيا فرنسا، إكس أل                                                             |
| 5  | روسيا            | 1.22 مليون    | إيروفلوت، أركياع، دون آفيا، إل عال، يسرائير، خطوط كوبان الجوية، أورين إير، روسيه، راس لاين، تتارستان الخطوط الجوية، خطوط ترانسايرو الجوية، الخطوط الجوية أورال، يوتير للطيران |
| 6  | إيطاليا          | 1.18 مليون    | الخطوط الجوية الإيطالية، أركياع، إيزي جيت، إل عال، يسرائير، ميريديانا، ميسترال للطيران، طيران نيوس، رايان إير، الكوكب الصغير، صن دور، خطوط فيولينغ الجوية                     |
| 7  | المملكة المتحدة  | 1.15 مليون    | أركياع، الطيران البريطاني، إيزي جيت، إل عال، يسرائير، ويز للطيران |
| 8  | اليونان          | 1.15 مليون    | بحر إيجة، أركياع، الخطوط الجوية الإيطالية، إل عال، يسرائير، طيران نيوس، صن دور                                                                                                |
| 9  | إسبانيا          | 897,488       | طيران أوروبا، أركياع، إل عال، الإيبيرية، يسرائير، النرويجية، صن دور، خطوط فيولينغ الجوية                                                                                      |
| 10 | أوكرانيا         | 843,442       | إل عال، صن دور، الأوكرانية، يان إير |
| 11 | سويسرا           | 653,496       | أركياع، إيزي جيت، إل عال، الطيران السويسري |
| 12 | رومانيا          | 694,122       | طيران بوخارست، أركياع، بلو للطيران، إل عال، تاروم، ويز للطيران |
| 13 | قبرص             | 603,694       | بحر إيجة، أركياع، عايط، كوبالت إير، القبرصية، إل عال، يسرائير، رايان إير، تاس                                                                                                 |
| 14 | بولندا           | 599,632       | إل عال، يسرائير، لوت، رايان إير، الكوكب الصغير، صن دور، ترافل سيرفس، ويز للطيران                                                                                              |
| 15 | إسرائيل (محلي)   | 580,191       | أركياع، إل عال، يسرائير |

## الموانئ والمرافئ

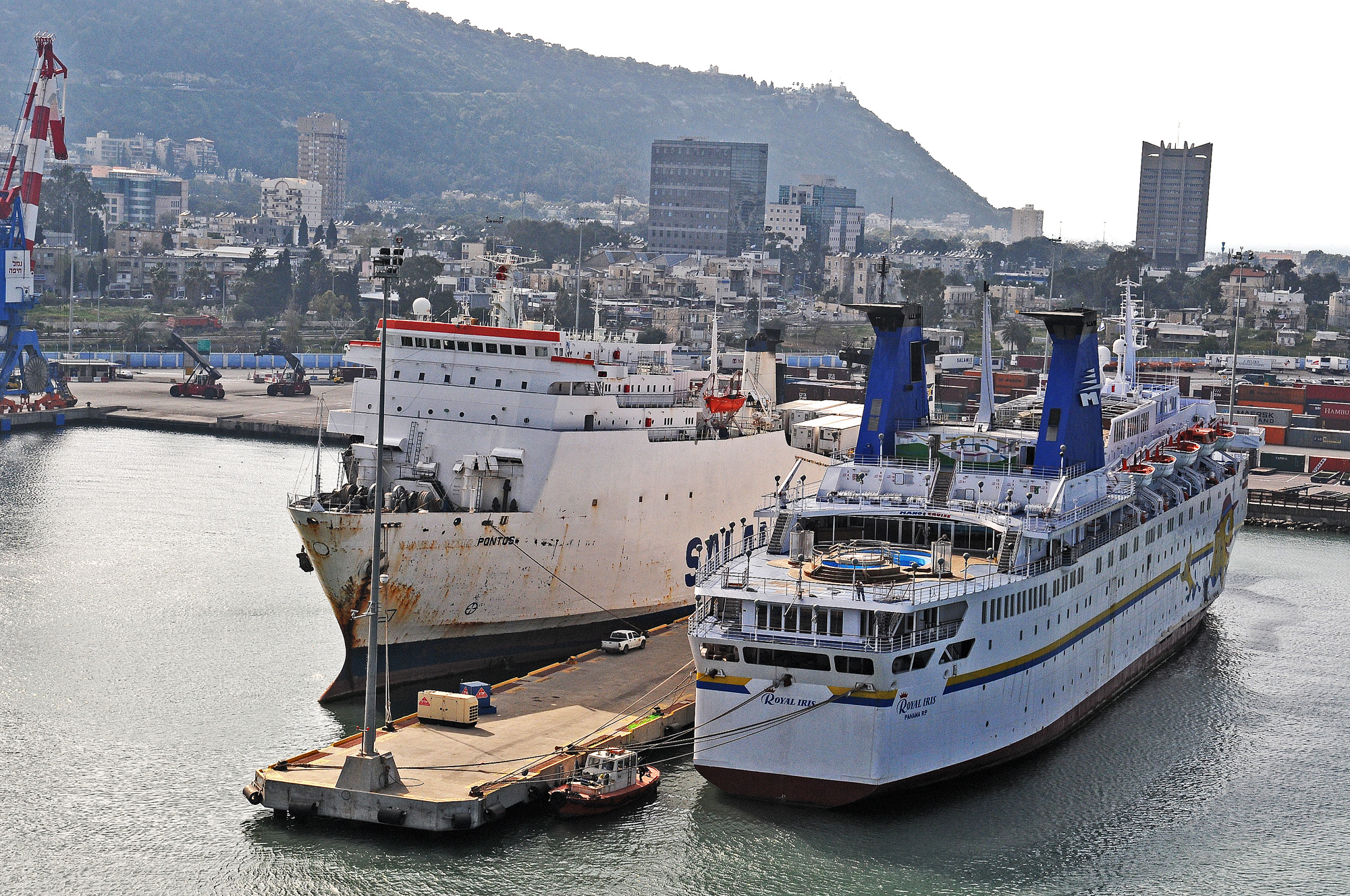
سفن في ميناء حيفا.

### البحر الأبيض المتوسط
- ميناء حيفا
- ميناء أشدود

### البحر الأحمر
- ميناء إيلات

## تلفريك

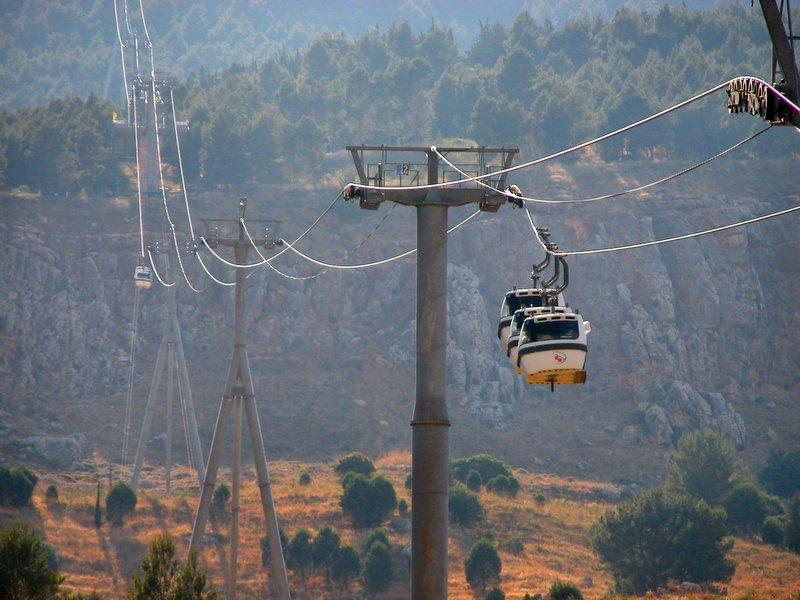
تلفريك كريات شمونة.

هناك ستة أنظمة سياحية وترفيهية للتلفريك في إسرائيل. يربط تلفريك حيفا بين شاطئ بات جاليم ومطل ستيلا ماريس، ويصل إلى دير يقع على قمة جبل الكرمل. في كريات شمونة، يوجد تلفريك يصل ارتفاعه إلى 400 متر فوق المدينة ويصل إلى كيبوتس مانارا، وهو الأطول في البلاد. منتجع التزلج في جبل الشيخ، المعروف أيضًا بحرمون، يضم عدة خطوط تلفريك من نوع المصعد المقعدي، وقد اُستبدل إحداها بخط تلفريك جديد بعربات مُغلقة وأسرع بدأ تشغيله في ديسمبر 2019. تلفريك جبل مسعدة (مسادا)، الواقع بالقرب من البحر الميت، يوفر للسياح وسيلة سريعة للوصول إلى قمة الجبل. وهناك تلفريك في رأس الناقورة يتيح النزول إلى جرف الطباشير واستكشاف سلسلة من الكهوف على ساحل البحر الأبيض المتوسط. بالإضافة إلى ذلك، يوجد تلفريك في مدينة الملاهي سوبرلاند بريشون لتسيون. وهُناك مُخططات لإنشاء المزيد من خُطوط التلفريك في أنحاء إسرائيل ولاسيّما في القدس.
في مارس 2022، بدأ تشغيل نظام تلفريك جديد في حيفا يُعرف باسم رخبليت، وهو الأول من نوعه حيث دُمِجَ ضمن المواصلات العامة في البلاد. تُدير هذا النظام شركة كابل إكسبرس، ويُعتبر إضافة مهمة للبنية التحتية للنقل في المدينة.

## سيجواي
في عام 2006 تمت الموافقة على استخدام السيجواي على الأرصفة وغيرها من المواقع المخصصة للمشاة وكذلك الطرق التي لا تحتوي على أرصفة. العمر الأدنى لاستخدام السيجواي يجب أن يكون 16 عامًا. كما أن رخصة القيادة غير مطلوبة. السرعة القصوى المسموح بها هي 13 كم في ساعة (8.1 ميل في الساعة). ويتم تطبيقه بواسطة التقييد الإلكتروني الذي يضعه المستورد. الشركات التي تقدم جولات في القدس تستخدم الجيل الثاني من طراز i2، المجهزة بتقنية Lean Steer التي تسهل القيادة كالتزلج.